# Tanner-Stadien
Die Tanner-Stadien (auch als Tanner-Klassifikation bekannt, englisch Tanner stages) dienen der Einteilung der physischen Entwicklung des Menschen (Kinder, Jugendliche und Erwachsene) während der Pubertät in verschiedene Stufen. Diese Stadien wurden von James M. Tanner 1969 entwickelt und definieren unterschiedliche Entwicklungsstufen gemessen an externen primären und sekundären Geschlechtsmerkmalen. Das sind insbesondere die weibliche Brust, die Geschlechtsorgane und die Entwicklung des Schamhaarwuchses.
Die Tanner-Stadien werden je nach individueller Veranlagung und äußeren Einflüssen unterschiedlich schnell während der Pubertät durchlaufen.

## Definition der einzelnen Stadien

Tanner-Stadien – Mädchen

Die Bezeichnungen der Stadien variieren je nach Quelle. Zum Beispiel werden die Stadien für die Brust oft mit B1–B5 bezeichnet, im französischen Sprachraum auch S1–S5 (für le sein = die Brust). Ebenso sind P1–P5 bzw. PP1–PP5 für die Schambehaarung (engl. pubic hair bzw. frz. poil pubien) anzutreffen.
Da die Stadien anhand von englischen Untersuchungen an weißen Jugendlichen entwickelt wurden, können Abweichungen für andere ethnische Gruppen gegeben sein.

### Weibliche Brust

Entwicklung der Brüste

- Tanner I – vorpubertär – keine fühlbare Brustdrüse, der Warzenhof folgt den Hautkonturen der umgebenden Brust.
- Tanner II – Die Brustknospe entwickelt sich, Brustdrüsengewebe beginnt tastbar zu werden; der Warzenhof ist leicht vergrößert.
- Tanner III – Die Brust beginnt sich zu wölben, das Drüsengewebe ist größer als die Grenzen des Warzenhofes. Dieser vergrößert sich weiter, bleibt aber in einer Ebene mit dem umgebenden Gewebe.
- Tanner IV – Brustgröße und Erhebung nehmen zu, die Brustwarze und der Warzenhof heben sich von der Brustkontur ab.
- Tanner V – Die Brust erreicht ihre Endgröße, der Warzenhof bildet wieder eine Ebene mit der Brustkontur, aus der nur die Brustwarze hervorsteht.

### Männliche Genitalien

Tanner-Stadien – Jungen

- Tanner I – vorpubertär – das Hodenvolumen ist kleiner als 1,5 ml; der Penis ist klein.
- Tanner II – Das Hodenvolumen wächst auf 1,6 bis 6 ml; die Haut des Hodensackes verdünnt sich, wird rötlicher und erweitert sich; unveränderte Penislänge.
- Tanner III – weitere Vergrößerung des Hodens (6–12 ml); der Hodensack vergrößert sich weiter; die Penislänge nimmt zu.
- Tanner IV – Hodenvolumen zwischen 12 und 20 ml; der Hodensack wird größer und dunkler; die Penisgröße nimmt in Umfang und Länge zu.
- Tanner V – erwachsen – Hodenvolumen ist größer als 20 ml; Hodensack und Penis ausgewachsen.

### Intimbehaarung
- Tanner I – vorpubertär – keine echte Behaarung im Schambereich, nur feines Flaumhaar.
- Tanner II – wenige lange, flaumige Haare mit nur geringer Pigmentierung an der Basis des Penisses und des Hodensacks (männlich) beziehungsweise auf den äußeren Schamlippen (weiblich). Die Haare sind auf einem Ganzkörperfoto nicht zu erkennen, können glatt oder leicht gekräuselt sein.
- Tanner III – Das Haar wird kräftiger, gekräuselt, dunkler und länger; es breitet sich weiter aus.
- Tanner IV – Haarqualität wie bei Erwachsenen, Ausbreitung über den Schamhügel, aber noch nicht über die Oberschenkel.
- Tanner V/VI – erwachsen – das Haar breitet sich über Schenkel und bis zur Linea alba weiter aus, zum Teil wird zwischen P5 und P6 unterschieden.